# 男嫌いな美人姉妹を名前も告げずに助けたら一体どうなる?
『男嫌いな美人姉妹を名前も告げずに助けたら一体どうなる？』（おとこぎらいなびじんしまいをなまえもつげずにたすけたらいったいどうなる）は、みょんによる日本のライトノベル。「カクヨム」（KADOKAWA）にて2021年11月から2023年7月まで『美人姉妹を助けたら盛大に病んだ件』のタイトルで連載された。書籍版は改題された上で角川スニーカー文庫（KADOKAWA）にて2023年3月から刊行されている。
第1巻の発売記念として安済知佳によるPVがYouTubeで公開された。2025年8月時点で電子版を含めたシリーズ累計部数は30万部を突破している。
メディアミックスとして、司馬淳子による漫画版が2023年6月より『コミックNewtype』（KADOKAWA）にて連載されている。2025年3月1日にはASMRが発売された。

## あらすじ
物語は堂本隼人が強盗に襲われた新条一家を救った場面から始まる。新条姉妹は隼人に救われたことに感謝し、深く愛するようになった。姉妹はクラスで最も人気がある一方で男嫌いで有名であるが、隼人に恋をし、愛情を得ようとする。

## 登場人物
堂本 隼人（どうもと はやと）
両親を亡くし、独り暮らし。強盗に襲われた新条一家を救った。カボチャのマスクを被っていたが、正体が新条姉妹にバレてしまう。
新条 藍那（しんじょう あいな）
声 - 安済知佳（PV） / 浅見ゆい（ASMR）
新条姉妹の妹。隼人に甘え、子供を産みたいと思っている。過去の出来事により男嫌いだったが、隼人に救われたと知り、恋に落ちた。
新条 亜利沙（しんじょう ありさ）
声 - 安済知佳（PV） / 陽向葵ゅか（ASMR）
新条姉妹の姉。藍那をとても大切にしており、隼人を妬んでいた。しかし、隼人の正体を知り、恋に落ち、隷属したいと思っている。
新条 咲奈（しんじょう さきな）
新条姉妹の母。夫を亡くし、女手一つで姉妹を育て上げた。強盗に襲われ、人質に取られたところで隼人に救われた。

## 既刊一覧

### 小説
- みょん（著）・ぎうにう（イラスト） 『男嫌いな美人姉妹を名前も告げずに助けたら一体どうなる？』 KADOKAWA〈スニーカー文庫〉、既刊7巻（2025年8月1日時点）
  1. 2023年3月1日発売[7]、ISBN 978-4-04-113455-9
  2. 2023年6月30日発売[8]、ISBN 978-4-04-113842-7
  3. 2023年11月1日発売[9]、ISBN 978-4-04-114275-2
  4. 2024年3月29日発売[10]、ISBN 978-4-04-114775-7
  5. 2024年10月1日発売[11]、ISBN 978-4-04-115229-4
  6. 2025年3月1日発売[12]、ISBN 978-4-04-115992-7
  7. 2025年8月1日発売[4]、ISBN 978-4-04-116451-8

### 漫画版
- みょん（原作）・ぎうにう（キャラクター原案）・司馬淳子（漫画） 『男嫌いな美人姉妹を名前も告げずに助けたら一体どうなる？』 KADOKAWA〈角川コミックス・エース〉、既刊3巻（2025年4月10日現在）
  1. 2024年4月9日発売[13]、ISBN 978-4-04-114984-3
  2. 2024年10月10日発売[14]、ISBN 978-4-04-115482-3
  3. 2025年4月10日発売[15]、ISBN 978-4-04-116174-6